# Mycetia angustifolia
Mycetia angustifolia är en måreväxtart som beskrevs av Henry Nicholas Ridley. Mycetia angustifolia ingår i släktet Mycetia och familjen måreväxter.
Artens utbredningsområde är Sumatera. Inga underarter finns listade i Catalogue of Life.